# Бюле (Во)
Бюле (фр. Bullet) — громада  в Швейцарії в кантоні Во, округ Юра-Нор-Водуа.

## Географія
Громада розташована на відстані близько 70 км на захід від Берна, 34 км на північ від Лозанни.
Бюле має площу 16,8 км², з яких на 5,3% дозволяється будівництво (житлове та будівництво доріг), 47,5% використовуються в сільськогосподарських цілях, 46,6% зайнято лісами, 0,7% не є продуктивними (річки, льодовики або гори).

## Демографія
2019 року в громаді мешкало 657 осіб (+13,3% порівняно з 2010 роком), іноземців було 6,1%. Густота населення становила 39 осіб/км².
За віковим діапазоном населення розподілялося таким чином: 16% — особи молодші 20 років, 54,5% — особи у віці 20—64 років, 29,5% — особи у віці 65 років та старші. Було 318 помешкань (у середньому 2,1 особи в помешканні).
Із загальної кількості 209 працюючих 37 було зайнятих в первинному секторі, 29 — в обробній промисловості, 143 — в галузі послуг.